# البغادة (لفكارنية)
البغادة هو دُوَّار يقع بجماعة بوخريص، إقليم خريبكة، جهة بني ملال خنيفرة في المملكة المغربية. ينتمي الدوّار لمشيخة لفكارنية التي تضم 4 دواوير. يقدر عدد سكانه بـ 261 نسمة حسب الإحصاء الرسمي للسكان والسكنى لسنة 2004.

## روابط خارجية
- البوابة الوطنية للجماعات الترابية
- المندوبية السامية للتخطيط